# Eritre
Eritre (in greco antico: Ἐρυθραί?, Erythrài, in latino Erythrae), poi nota come Litri e nei testi in lingua italiana come Eritre e Eritrèa, era una delle dodici città della Lega della Ionia, in Asia Minore. Era situata a 22 km a nord-est del porto di Cyssus (la moderna Çeşme), su di una piccola penisola che si prolunga nella baia di Erythrae, equidistante dai monti Mimas e Corycus, di fronte all'isola di Chio. I suoi resti archeologici si trovano nei pressi della moderna Ildırı. È stata la città natale della famosa Sibilla Eritrea.
La città venne fondata dopo la guerra di Troia da alcuni coloni cretesi guidati da Erythrus. Su chi fosse Erythrus vi sono due versioni.
La prima versione lo dà figlio di Leucone e nipote di Athamas. Erythrus, che era anche uno dei pretendenti di Hippodameia, avrebbe dato il nome alla città di Erythrae in Beozia.
La seconda versione invece lo vede figlio di Rhadamanthus che condusse gli Eritrei (Erythraeans) da Creta alla ionica Eritrea (Erythrae).
Ci sono poi ancora altre due versioni, con due altri Erythrus o Erythrius, da cui la città beotica di Erythrae e il mare Eritreo (Erythraean) avrebbero preso il nome.
A Eritre si trovava anche un famoso santuario che era stato costruito per alloggiare una statua fenicia di Melqart, che i greci identificavano con Eracle, arrivata con una zattera che, partita da Tiro, era approdata su una spiaggia tra Eritre e Chio, per cui tra le due città nacque una contesa per il suo possesso.

## Storia
Poco si conosce della storia di questa città, ma sembra abbia partecipato alla battaglia navale di Ladé del 494 a.C. e che beneficiasse, nel IV secolo a.C., della considerazione di Mausolus, re di Caria.

## Resti archeologici
Il sito è stato esplorato in modo approfondito nei primi anni '60 dal professore Ekrem Akurgal, portando a scoperte importanti, ma da allora è stato un po' trascurato e molto sarebbe ancora da riportare alla luce. Attualmente è visibile un teatro da 2.000 posti del III secolo a.C., distrutto da un terremoto dell'anno 100. Si intravedono i resti (non ancora scavati) di un tempio di Eracle del VI secolo a.C., di un altare del V secolo a.C., di ville e pavimenti con mosaici del II secolo a.C. e, sulla collina, di un'antica basilica.